# Elisabeth Noelle-Neumannová
Elisabeth Noelle-Neumannová (19. prosince 1916 – 25. března 2010) byla německá socioložka a politoložka. Nejvíce se proslavila svým konceptem spirály mlčení. Tento pojem prvně použila v článku Kumulation, Konsonanz und Öffentlichkeitseffekt, který vyšel roku 1973 vyšel časopise Publizistik.

## Nacistická minulost
Roku 1991 vyšlo najevo, že v letech 1938-1941 psala antisemitské články pro nacistické časopisy. Roku 1940 též krátce pracovala pro nacistické noviny Das Reich.

## Spirála mlčení
Podle Noelle-Neumannové mají lidé strach být se svými názory v izolaci – tento strach je podle ní antropologickou konstantou. Proto lidé neustále sledují své okolí a vyhodnocují, který názor je většinový a který menšinový. Většinový názor pak bez obav vyjadřují, menšinový názor nikoli. Jsou při jeho vyjadřování opatrnější, či zcela umlknou. Tak se většinový názor stává ve společnosti hlasitější, než odpovídá jeho reálné síle, což vede k dalšímu umlkání menšiny. Podle Noelle-Neumannové má-li jedinec pocit, že jeho názor je sociálně nepřijatelný a marginální, může nejen utichnout, ale dokonce i změnit své chování. K tomu ji přivedly některé předvolební výzkumy, v nichž se objevují tzv. last-minute swings (změny názoru na poslední chvíli), tedy rozhodnutí zvolit nakonec jinou stranu, než bylo voličovým dlouhodobým záměrem, v drtivé většině stranu ve výzkumech veřejného mínění nejsilnější. Spirále mlčení ovšem nepodléhají dvě specifické skupiny, tzv. avantgardisté, tedy lidé s potřebou jít proti hlavnímu proudu, a tzv. tvrdé jádro, tedy vyznavači určitého názoru, kteří již předem se svou sociální izolací počítají a jsou připraveni ji podstupovat.
Koncept spirály mlčení ovlivnil zejména sociologii a oblast výzkumů veřejného mínění, ale také mediální studia. Média totiž hrají ve spirále mlčení značnou roli, neboť lidé vnímají míru všeobecného souhlasu se svými názory právě z masových médií.